# Targa (software)
Targa is een programma dat minstens 8 verschillende soorten denial-of-serviceaanvallen kan uitvoeren. Het programma is in 2005 uitgebracht door een programmeur met de schuilnaam Mixter. De aanvallen die gedaan kunnen worden, zijn bonk, jolt, land, nestea (aanval), newtear, syndrop, teardrop en winnuke. Het programma kan op diverse besturingssystemen werken.
De soorten aanvallen kunnen individueel worden ingezet, of worden gecombineerd. Door de flexibiliteit van de software wordt het ook wel als onderdeel van rootkits geïnstalleerd.
Targa is open source, waardoor de broncode vrij beschikbaar is. Volgens deze broncode hebben verschillende programmeurs meegewerkt aan de implementatie van de verschillende soorten aanvallen. Doordat de broncode open is, is dit ook eenvoudig te detecteren door software die malware kan verwijderen, zoals antivirussoftware. Als een computer besmet is, kan dit soort software voorkomen dat hij daadwerkelijk ingezet wordt bij een DoS-aanval met Targa.